# Caponia
Genre
Synonymes
- Colophon O. Pickard-Cambridge, 1874 nec Westwood, 1832

Caponia est un genre d'araignées aranéomorphes de la famille des Caponiidae.

## Distribution
Les espèces de ce genre se rencontrent en Afrique australe et en Afrique de l'Est.

## Description
Les espèces de Caponia comptent huit yeux.

## Liste des espèces
Selon World Spider Catalog (version 21.0, 05/05/2020) :
- Caponia braunsi Purcell, 1904
- Caponia capensis Purcell, 1904
- Caponia chelifera Lessert, 1936
- Caponia forficifera Purcell, 1904
- Caponia hastifera Purcell, 1904
- Caponia karrooica Purcell, 1904
- Caponia natalensis (O. Pickard-Cambridge, 1874)
- Caponia secunda Pocock, 1900
- Caponia simoni Purcell, 1904
- Caponia spiralifera Purcell, 1904

## Publications originales
- Simon, 1887 : Observation sur divers arachnides: synonymies et descriptions 5. Annales de la Société Entomologique de France, Bulletin Entomologique, sér. 6, vol. 7, p. 193-195 (texte intégral).
- O. Pickard-Cambridge, 1874 : On some new genera and species of Araneidea. Annals and Magazine of Natural History, sér. 4, vol. 14, p. 169-183 ((texte intégral).